# Liste des localités du comté de Kent
Voici la liste localités du comté de Kent. Cette liste est destinée à accueillir tous les lieux-dits, hameaux et quartiers du comté de Kent, au Nouveau-Brunswick, de manière à les situer dans leurs gouvernements locaux respectifs. Les archives provinciales du Nouveau-Brunswick recensent 356 lieux ou variations de toponymes, auxquels s'ajoutent quelques-uns recensés par des chercheurs comme William Francis Ganong et Alan Rayburn. La liste inclut, si possible, le gouvernement local dans lequel est située la localité, ses coordonnés géographiques, et le type de localité. Les variations légères d'orthographe (ex.: « St » et « Saint ») ne sont pas prises en compte.
- Haut – A
- B
- C
- D
- E
- F
- G
- H
- I
- J
- K
- L
- M
- N
- O
- P
- Q
- R
- S
- T
- U
- V
- W
- X
- Y
- Z

| Nom                                    | Gouvernement local                        | Localisation                                | Type |
| -------------------------------------- | ----------------------------------------- | ------------------------------------------- | --- |
| Acadiaville                            | Paroisse d'Acadieville                    | 46° 41′ 31″ N, 65° 23′ 40″ O                | Ancien nom d'Acadie Siding                                                                                           |
| Acadie                                 | Paroisse d'Acadieville                    | 46° 43′ 53″ N, 65° 16′ 00″ O                | Ancien nom d'Acadieville                                                                                             |
| Acadie Centre                          | Paroisse d'Acadieville                    | 46° 42′ 49″ N, 65° 18′ 09″ O                | Autre nom de Centre-Acadie                                                                                           |
| Acadie Siding                          | Paroisse d'Acadieville                    | 46° 41′ 31″ N, 65° 23′ 40″ O                | Autorité taxatrice, hameau                                                                                           |
| Acadieville                            | Paroisse d'Acadieville                    | 46° 43′ 53″ N, 65° 16′ 00″ O                | Hameau |
| Acadieville, paroisse de               | -                                         | -                                           | Paroisse civile, district de services locaux                                                                         |
| Adamsville                             | Harcourt                                  | 46° 23′ 51″ N, 65° 11′ 02″ O                | Hameau |
| Adamsville-Est                         | Harcourt et paroisse de Weldford          | 46° 24′ 56″ N, 65° 08′ 38″ O                | Regroupé à Village-Saint-Augustin                                                                                    |
| Adamsville-Ouest                       | Harcourt                                  | 46° 22′ 55″ N, 65° 15′ 04″ O                | Regroupé à Saint-Sosime                                                                                              |
| Aldouane                               | -                                         | 46° 37′ 29″ N, 65° 03′ 23″ O                | District de services locaux                                                                                          |
| Aldouane                               | Paroisse de Saint-Charles                 | 46° 37′ 29″ N, 65° 03′ 22″ O                | Hameau |
| Aldouane                               | Paroisse de Saint-Charles                 | 46° 39′ 46″ N, 64° 58′ 59″ O                | Ancien nom de Saint-Charles                                                                                          |
| Aldouane-Station                       | Paroisse de Saint-Charles                 | 46° 37′ 07″ N, 65° 03′ 12″ O                | Ancienne gare |
| Alexandrina                            | Paroisse de Dundas                        | 46° 18′ 54″ N, 64° 47′ 07″ O                | Hameau |
| Arsenault Settlement,                  | Paroisse de Wellington                    | 46° 30′ 35″ N, 64° 50′ 04″ O                | Ancien nom de Village-des-Arsenault                                                                                  |
| Babineau                               | Cap-de-Richibouctou                       | 46° 40′ 58″ N, 64° 46′ 29″ O                | Ancien nom de Bédèque                                                                                                |
| Back Settlement,                       | Paroisse de Saint-Louis                   | 46° 47′ 20″ N, 64° 58′ 53″ O                | Regroupé à Petit-Large, une localité expropriée en 1969 pour la création du parc national de Kouchibouguac           |
| Baie-de-Bouctouche                     | Paroisse de Wellington                    | 46° 30′ 14″ N, 64° 40′ 40″ O                | Autorité taxatrice, hameau                                                                                           |
| Baie-de-Buctouche                      | Paroisse de Wellington                    | 46° 30′ 14″ N, 64° 40′ 40″ O                | Autre nom de Baie-de-Bouctouche                                                                                      |
| Balla Phillip                          | Paroisse de Weldford                      | 46° 29′ 27″ N, 64° 54′ 47″ O                | Hameau |
| Bar-de-Cocagne                         | Cocagne                                   | 46° 29′ 27″ N, 64° 54′ 47″ O                | Hameau |
| Barrieau                               | Paroisse d'Acadieville                    | 46° 46′ 17″ N, 65° 16′ 23″ O                | Hameau |
| Bass River,                            | Paroisse de Weldford                      | 46° 32′ 41″ N, 65° 06′ 49″ O                | Hameau |
| Bass River                             | Paroisse de Weldford                      | 46° 34′ 00″ N, 64° 59′ 04″ O                | Ancien nom de Main River, désormais regroupé à Lower Main River                                                      |
| Bass River-Est                         | Paroisse de Weldford                      | 46° 32′ 41″ N, 65° 06′ 49″ O                | Regroupé à Bass River                                                                                                |
| Bass River Point                       | Paroisse de Weldford                      | 46° 32′ 41″ N, 65° 06′ 49″ O                | Hameau |
| Bastarache                             | Paroisse de Sainte-Marie                  | 46° 27′ 10″ N, 64° 53′ 28″ O                | Hameau |
| Bay Shore,                             | Paroisse de Wellington                    | « À 8 kilomètres de Bouctouche »            | ? |
| Beckwith Corner                        | Harcourt                                  | 46° 29′ 15″ N, 65° 15′ 35″ O                | Ancien nom de Mortimer                                                                                               |
| Bedec                                  | Cap-de-Richibouctou                       | 46° 40′ 58″ N, 64° 46′ 29″ O                | Autre orthographe de Bédèque                                                                                         |
| Bédèque                                | Cap-de-Richibouctou                       | 46° 40′ 58″ N, 64° 46′ 29″ O                | Hameau |
| Beersville                             | Paroisse de Weldford                      | 46° 26′ 39″ N, 65° 04′ 26″ O                | Hameau |
| Belair,                                | Paroisse de Dundas                        | « À six ou sept miles dans les terres »     | Ancien village acadien                                                                                               |
| Belliveau                              | Paroisse d'Acadieville                    | 46° 40′ 00″ N, 65° 23′ 00″ O                | Ancienne gare |
| Belliveau Settlement                   | Paroisse de Saint-Paul                    | 46° 20′ 03″ N, 65° 03′ 05″ O                | Autre nom de Village-des-Belliveau                                                                                   |
| Bells Mills                            | Cap-de-Richibouctou                       | 46° 37′ 40″ N, 64° 47′ 57″ O                | Hameau |
| Bestuck                                | Paroisse de Sainte-Marie                  | 46° 20′ 37″ N, 64° 49′ 30″ O                | Ancien nom de Saint-Damien                                                                                           |
| Betts Road                             | Paroisse de Carleton                      | « Près de Fontaine »                        | ? |
| Big Buctouche River                    | Paroisse de Sainte-Marie                  | 46° 22′ 17″ N, 64° 52′ 29″ O                | Ancien nom de Coates Mills                                                                                           |
| Big Buctouche River                    | Bouctouche                                | 46° 28′ 33″ N, 64° 43′ 27″ O                | Ancien nom alternatif de Bouctouche                                                                                  |
| Big Cove,                              | Elsipogtog                                | 46° 35′ 12″ N, 64° 59′ 07″ O                | Autre nom d'Elsipogtog                                                                                               |
| Birch Ridge,                           | Paroisse de Saint-Paul                    | 46° 18′ 58″ N, 65° 06′ 57″ O                | Hameau |
| Birch Siding                           | Paroisse de Saint-Paul                    | 46° 18′ 58″ N, 65° 06′ 57″ O                | Ancien nom de Birch Ridge                                                                                            |
| Bishopland                             | Paroisse de Saint-Paul                    | 46° 16′ 04″ N, 65° 02′ 46″ O                | Ancien nom alternatif de Terrains-de-l'Évêque                                                                        |
| Bishopland Road                        | Paroisse de Saint-Paul                    | 46° 16′ 04″ N, 65° 02′ 46″ O                | Ancien nom alternatif de Terrains-de-l'Évêque                                                                        |
| Black River,                           | Paroisse de Sainte-Marie                  | 46° 24′ 08″ N, 64° 49′ 28″ O                | Regroupé à Haut-Bouctouche                                                                                           |
| Block 14                               | Paroisse d'Acadieville                    | 46° 45′ 10″ N, 65° 19′ 42″ O                | Village fantôme |
| Boisjoli                               | Bouctouche                                | 46° 27′ 36″ N, 64° 45′ 15″ O                | Quartier |
| Bon-Secours                            | Paroisse de Saint-Paul                    | 46° 21′ 17″ N, 65° 03′ 03″ O                | Hameau |
| Boucher Settlement                     | Paroisse de Weldford                      | 46° 28′ 06″ N, 64° 58′ 00″ O                | Ancien nom de Saint-Norbert                                                                                          |
| Bouctouche                             | -                                         | 46° 28′ 31″ N, 64° 43′ 26″ O                | Ville |
| Bouctouche-Sud                         | Bouctouche                                | 46° 27′ 59″ N, 64° 42′ 29″ O                | Quartier |
| Bouctouche, première nation de         | -                                         | 46° 27′ 08″ N, 64° 45′ 34″ O                | Première nation |
| Bouctouche 16                          | -                                         | 46° 27′ 08″ N, 64° 45′ 34″ O                | Réserve indienne |
| Bourgeois                              | Grande-Digue                              | 46° 18′ 47″ N, 64° 31′ 30″ O                | Hameau |
| Breau-Village                          | Cocagne                                   | 46° 22′ 25″ N, 64° 37′ 56″ O                | Hameau |
| Brest                                  | Paroisse de Weldford                      | 46° 28′ 24″ N, 64° 59′ 38″ O                | Hameau |
| Bretagneville                          | Saint-Ignace                              | 46° 42′ 59″ N, 65° 02′ 09″ O                | Hameau |
| Bristol Settlement                     | Paroisse de Saint-Paul                    | « Dans la paroisse de Saint-Paul »          | ? |
| Browns Yard                            | Paroisse de Weldford                      | 46° 31′ 17″ N, 65° 04′ 24″ O                | Hameau |
| Bryants Corner                         | Paroisse de Weldford                      | 46° 28′ 24″ N, 65° 11′ 58″ O                | Hameau |
| Buckwheat Corner                       | Harcourt                                  | 46° 29′ 15″ N, 65° 15′ 35″ O                | Ancien nom de Mortimer                                                                                               |
| Buctouche                              | Bouctouche                                | 46° 28′ 31″ N, 64° 43′ 26″ O                | Autre nom de Bouctouche                                                                                              |
| Buctouche-Baie                         | Paroisse de Wellington                    | 46° 30′ 14″ N, 64° 40′ 40″ O                | Autre nom de Baie-de-Bouctouche                                                                                      |
| Buctouche Bay                          | -                                         | 46° 28′ 31″ N, 64° 43′ 26″ O                | Ancien nom alternatif de Bouctouche                                                                                  |
| Buctouche-Sud                          | Bouctouche                                | 46° 27′ 59″ N, 64° 42′ 29″ O                | Autre nom de Bouctouche-Sud, un quartier de Bouctouche                                                               |
| Buctouche, première nation de          | -                                         | 46° 27′ 08″ N, 64° 45′ 34″ O                | Autre nom de Bouctouche, première nation de                                                                          |
| Buctouche 16                           | -                                         | 46° 27′ 08″ N, 64° 45′ 34″ O                | Autre nom de Bouctouche 16                                                                                           |
| Caie Settlement                        | Paroisse d'Acadieville                    | 46° 38′ 39″ N, 65° 21′ 56″ O                | Regroupé à Noinville                                                                                                 |
| Cails Mills                            | Paroisse de Weldford                      | 46° 29′ 12″ N, 65° 08′ 55″ O                | Hameau |
| Caisey's Point                         | Grande-Digue                              | 46° 20′ 36″ N, 64° 31′ 45″ O                | Ancien nom de Cap-des-Caissie                                                                                        |
| Caissie                                | Sainte-Anne-de-Kent                       | 46° 34′ 42″ N, 64° 45′ 05″ O                | Ancien nom de Caissie-Village                                                                                        |
| Caissie Cape                           | Grande-Digue                              | 46° 20′ 36″ N, 64° 31′ 45″ O                | Autre nom de Cap-des-Caissie                                                                                         |
| Caissie-Village                        | Sainte-Anne-de-Kent                       | 46° 34′ 42″ N, 64° 45′ 05″ O                | Hameau |
| Callanders Beach                       | Paroisse de Carleton                      | 46° 48′ 44″ N, 64° 54′ 29″ O                | Nom anglais de la Plage Callanders                                                                                   |
| Camerons Mill                          | Saint-Ignace                              | 46° 40′ 48″ N, 65° 06′ 35″ O                | Hameau |
| Camp de Boishébert                     | Grande-Digue                              | 46° 21′ 17″ N, 64° 33′ 01″ O                | Lieu-dit |
| Canaan,                                | Harcourt                                  | « Près de Birch Ridge »                     | Hameau |
| Canisto                                | Paroisse de Carleton                      | 46° 55′ 11″ N, 64° 59′ 51″ O                | ? |
| Canisto Road                           | Chemin-Canisto                            | 46° 45′ 19″ N, 64° 57′ 49″ O                | Autre nom de Chemin-Canisto                                                                                          |
| Cap-de-Cocagne                         | Grande-Digue                              | 46° 21′ 17″ N, 64° 33′ 01″ O                | Hameau |
| Cap-de-Saint-Louis                     | Paroisse de Saint-Louis                   | 46° 45′ 16″ N, 64° 55′ 07″ O                | Localité expropriée en 1969 pour la création du parc national de Kouchibouguac                                       |
| Cap-des-Caissie                        | Grande-Digue                              | 46° 20′ 36″ N, 64° 31′ 45″ O                | Hameau |
| Cap-de-Richibouctou                    | -                                         | 46° 39′ 19″ N, 64° 45′ 17″ O                | District de services locaux                                                                                          |
| Cap-Lumière                            | Cap-de-Richibouctou                       | 46° 39′ 59″ N, 64° 42′ 34″ O                | Hameau |
| Carleton, paroisse de                  | -                                         | -                                           | Paroisse civile, district de services locaux                                                                         |
| Carleton-Station                       | Rogersville                               | 46° 44′ 04″ N, 65° 25′ 38″ O                | Ancien nom de Rogersville                                                                                            |
| Casey Cape                             | Grande-Digue                              | 46° 20′ 36″ N, 64° 31′ 45″ O                | Ancien nom de Cap-des-Caissie                                                                                        |
| Centre-Acadie                          | Paroisse d'Acadieville                    | 46° 42′ 49″ N, 65° 18′ 09″ O                | Hameau |
| Champdoré                              | Paroisse de Sainte-Marie                  | 46° 23′ 44″ N, 64° 47′ 20″ O                | Hameau |
| Chemin-Canisto                         | -                                         | 46° 45′ 19″ N, 64° 57′ 49″ O                | Autorité taxatrice, hameau                                                                                           |
| Chockpish                              | Sainte-Anne-de-Kent                       | 46° 34′ 24″ N, 64° 44′ 06″ O                | Autre nom de Choquepiche                                                                                             |
| Choquepiche                            | Sainte-Anne-de-Kent                       | 46° 34′ 24″ N, 64° 44′ 06″ O                | Hameau |
| Claire-Fontaine                        | Paroisse de Carleton                      | 46° 50′ 20″ N, 64° 59′ 31″ O                | Hameau |
| Clairville                             | Paroisse de Weldford et Harcourt          | 46° 23′ 04″ N, 65° 06′ 03″ O                | Hameau |
| Coal Branch                            | Harcourt                                  | 46° 21′ 25″ N, 65° 09′ 00″ O                | Hameau |
| Coal Branch                            | Paroisse de Weldford                      | 46° 29′ 23″ N, 65° 05′ 26″ O                | Ancien nom de Fords Mill                                                                                             |
| Coal Branch Lake                       | Harcourt                                  | 46° 19′ 54″ N, 65° 13′ 41″ O                | Ancien nom de Lakeville                                                                                              |
| Coal Branch Station                    | Harcourt                                  | 46° 21′ 25″ N, 65° 09′ 00″ O                | Ancien nom de Coal Branch                                                                                            |
| Coates Mills                           | Paroisse de Sainte-Marie                  | 46° 22′ 17″ N, 64° 52′ 29″ O                | Hameau |
| Cocagne                                | -                                         | 46° 20′ 01″ N, 64° 36′ 44″ O                | District de services locaux                                                                                          |
| Cocagne Cape                           | Grande-Digue                              | 46° 21′ 17″ N, 64° 33′ 01″ O                | Autre nom de Cap-de-Cocagne                                                                                          |
| Cocagne Cove                           | Grande-Digue                              | 46° 20′ 07″ N, 64° 33′ 35″ O                | Hameau |
| Cocagne-Nord                           | Cocagne                                   | 46° 19′ 52″ N, 64° 40′ 00″ O                | Hameau |
| Cocagne River                          | Cocagne                                   | 46° 19′ 20″ N, 64° 37′ 46″ O                | Ancien nom de Cocagne-Sud                                                                                            |
| Cocagne Shore                          | Grande-Digue                              | 46° 21′ 17″ N, 64° 33′ 01″ O                | Autre nom de Cap-de-Cocagne                                                                                          |
| Cocagne-Station                        | Paroisse de Dundas                        | 46° 18′ 41″ N, 64° 43′ 47″ O                | Ancienne gare |
| Cocagne-Sud                            | Cocagne                                   | 46° 19′ 20″ N, 64° 37′ 46″ O                | Hameau |
| Colebrookdale                          | Paroisse de Weldford                      | 46° 28′ 24″ N, 65° 11′ 58″ O                | Regroupé à Bryants Corner                                                                                            |
| Collette-Village                       | Paroisse de Wellington                    | 46° 30′ 10″ N, 64° 43′ 21″ O                | Hameau |
| Cormier Settlement                     | Paroisse de Saint-Paul                    | 46° 18′ 27″ N, 64° 56′ 19″ O                | Ancien nom de Village-des-Cormier                                                                                    |
| Cormierville                           | Cocagne                                   | 46° 24′ 28″ N, 64° 37′ 19″ O                | Hameau |
| Côte-d'Or                              | Cocagne                                   | 46° 21′ 10″ N, 64° 37′ 14″ O                | Hameau |
| Côte-Sainte-Anne                       | Sainte-Anne-de-Kent                       | 46° 34′ 47″ N, 64° 43′ 22″ O                | Hameau |
| Cove Road                              | Paroisse de Dundas                        | « Près de Grande-Digue »                    | ? |
| Cove-de-Bouctouche                     | Paroisse de Wellington                    | 46° 26′ 53″ N, 64° 46′ 39″ O                | Autre nom de Maria-de-Kent                                                                                           |
| Cyr Road                               | Paroisse d'Acadieville                    | 46° 43′ 02″ N, 65° 18′ 00″ O                | Autre nom de Saint-Marcel, regroupé à Centre-Acadie                                                                  |
| Desherbiers                            | Paroisse de Saint-Louis                   | 46° 38′ 55″ N, 65° 13′ 34″ O                | Hameau |
| Després Road                           | Cocagne                                   | 46° 24′ 04″ N, 64° 39′ 33″ O                | Ancien nom de Després-Village                                                                                        |
| Després-Village                        | Cocagne                                   | 46° 24′ 04″ N, 64° 39′ 33″ O                | Hameau |
| Desroches                              | Paroisse de Wellington                    | 46° 26′ 53″ N, 64° 46′ 39″ O                | Autorité taxatrice, autre nom de Maria-de-Kent                                                                       |
| Devareusse Settlement                  | Paroisse de Saint-Paul                    | « Dans la paroisse de Saint-Paul »          | ? |
| Dixons Point                           | Paroisse de Wellington                    | 46° 27′ 40″ N, 64° 40′ 02″ O                | Autre nom de Saint-François-de-Kent                                                                                  |
| Dohertys Mills                         | Paroisse de Wellington                    | 46° 25′ 22″ N, 64° 42′ 07″ O                | Ancien nom de nom de Saint-Grégoire                                                                                  |
| Dollard Settlement                     | Paroisse de Sainte-Marie                  | 46° 25′ 37″ N, 64° 54′ 57″ O                | Hameau |
| Douglas Road                           | Paroisse de Sainte-Marie                  | « Près de Coates Mills »                    | ? |
| Dufourville                            | Paroisse de Dundas                        | 46° 17′ 04″ N, 64° 45′ 35″ O                | Hameau |
| Dundas                                 | Paroisse de Dundas                        | 46° 17′ 17″ N, 64° 51′ 46″ O                | Hameau |
| Dundas, paroisse de                    | -                                         | -                                           | Paroisse civile, district de services locaux                                                                         |
| Dunnville,                             | Paroisse de Saint-Paul                    | 46° 19′ 36″ N, 65° 01′ 05″ O                | Autre nom de Haut-Saint-Paul                                                                                         |
| East Branch                            | Paroisse de Weldford                      | 46° 32′ 42″ N, 64° 53′ 28″ O                | Hameau |
| East Galloway                          | Paroisse de Richibouctou                  | 46° 35′ 09″ N, 64° 47′ 55″ O                | Hameau |
| Elno Minigo                            | -                                         | 46° 41′ 21″ N, 64° 47′ 33″ O                | Première nation |
| Elsipogtog                             | -                                         | 46° 35′ 12″ N, 64° 59′ 07″ O                | Première nation |
| Emerson                                | Paroisse de Weldford                      | 46° 27′ 35″ N, 65° 07′ 19″ O                | Hameau |
| False Bay Beach                        | Saint-Ignace                              | 46° 42′ 59″ N, 65° 02′ 09″ O                | Ancien nom de Bretagneville                                                                                          |
| Fisher Hill                            | Paroisse de Sainte-Marie                  | 46° 20′ 59″ N, 64° 53′ 44″ O                | Hameau |
| Fontaine                               | Paroisse de Carleton                      | 46° 51′ 10″ N, 64° 58′ 01″ O                | Localité expropriée en 1969 pour la création du parc national de Kouchibouguac                                       |
| Ford Bank                              | Paroisse de Weldford                      | 46° 29′ 54″ N, 64° 59′ 52″ O                | Hameau |
| Fords Mill                             | Paroisse de Weldford                      | 46° 29′ 23″ N, 65° 05′ 26″ O                | Hameau |
| French Village,                        | Cap-de-Richibouctou                       | 46° 39′ 20″ N, 64° 45′ 16″ O                | Ancien nom de Richibouctou-Village                                                                                   |
| Front Brook                            | Paroisse de Weldford                      | « Près de Saint-Augustin »                  | ? |
| Gailey                                 | Cocagne                                   | 46° 24′ 28″ N, 64° 37′ 19″ O                | Ancien nom de Cormieville                                                                                            |
| Gailey                                 | Paroisse de Wellington                    | 46° 26′ 57″ N, 64° 38′ 32″ O                | Ancien nom de Saint-Thomas-de-Kent                                                                                   |
| Galloway                               | Paroisse de Richibouctou                  | 46° 36′ 50″ N, 64° 48′ 46″ O                | Hameau |
| Galway                                 | Paroisse de Richibouctou                  | 46° 36′ 50″ N, 64° 48′ 46″ O                | Autre nom de Galloway                                                                                                |
| Gédaïque                               | Grande-Digue                              | 46° 18′ 15″ N, 64° 33′ 45″ O                | Ancien nom de Grande-Digue                                                                                           |
| Girouard                               | Paroisse de Saint-Paul                    | 46° 21′ 36″ N, 65° 05′ 16″ O                | Ancien nom de Village-des-Léger                                                                                      |
| Girouardville                          | Bouctouche                                | 46° 29′ 04″ N, 64° 44′ 15″ O                | Quartier |
| Girvan Settlement                      | Paroisse de Weldford                      | 46° 25′ 31″ N, 65° 01′ 36″ O                | Ancien nom de Jailletville                                                                                           |
| Girvan Settlement                      | Paroisse de Weldford                      | 46° 29′ 05″ N, 65° 02′ 28″ O                | Ancien nom de Pine Ridge                                                                                             |
| Gladeside                              | Paroisse de Sainte-Marie et de Saint-Paul | 46° 18′ 20″ N, 64° 53′ 20″ O                | Hameau |
| Glenelg,                               | Paroisse de Sainte-Marie                  | 46° 24′ 08″ N, 64° 49′ 28″ O                | Ancien nom de Haut-Bouctouche                                                                                        |
| Goudalie                               | Paroisse de Dundas                        | 46° 22′ 22″ N, 64° 40′ 38″ O                | Hameau |
| Grand-Large                            | Paroisse de Saint-Louis                   | 46° 46′ 32″ N, 64° 57′ 33″ O                | Ancien nom de Guimond-Village, une localité expropriée en 1969 pour la création du parc national de Kouchibouguac    |
| Grand-Saint-Antoine                    | -                                         | 46° 22′ 05″ N, 64° 47′ 21″ O                | District de services locaux                                                                                          |
| Grande-Aldouane                        | Aldouane                                  | 46° 42′ 30″ N, 64° 55′ 34″ O                | Hameau |
| Grande-Digue                           | -                                         | 46° 18′ 15″ N, 64° 33′ 45″ O                | District de services locaux                                                                                          |
| Grandique                              | Grande-Digue                              | 46° 18′ 15″ N, 64° 33′ 45″ O                | Ancien nom de Grande-Digue                                                                                           |
| Grangeville                            | Harcourt                                  | 46° 25′ 18″ N, 65° 12′ 17″ O                | Hameau |
| Gueguen                                | Cocagne                                   | 46° 19′ 52″ N, 64° 40′ 00″ O                | Ancien nom de Cocagne-Nord                                                                                           |
| Guimond                                | Paroisse de Saint-Louis                   | 46° 46′ 32″ N, 64° 57′ 33″ O                | Ancien nom de Guimond-Village, une localité expropriée en 1969 pour la création du parc national de Kouchibouguac    |
| Guimond-Village                        | Paroisse de Saint-Louis                   | 46° 46′ 32″ N, 64° 57′ 33″ O                | Localité expropriée en 1969 pour la création du parc national de Kouchibouguac                                       |
| Harcourt                               | -                                         | 46° 28′ 14″ N, 65° 14′ 44″ O                | District de services locaux                                                                                          |
| Harcourt, paroisse de                  | -                                         | -                                           | Paroisse civile |
| Haut-Bouctouche                        | Paroisse de Sainte-Marie                  | 46° 24′ 08″ N, 64° 49′ 28″ O                | Hameau |
| Haut-Saint-Antoine                     | Grand-Saint-Antoine                       | 46° 22′ 05″ N, 64° 47′ 21″ O                | Hameau |
| Haut-Saint-Paul                        | Paroisse de Saint-Paul                    | 46° 19′ 36″ N, 65° 01′ 05″ O                | Hameau |
| Hawk Ridge                             | Paroisse de Weldford et Harcourt          | 46° 23′ 04″ N, 65° 06′ 03″ O                | Ancien nom de Clairville                                                                                             |
| Hayes                                  | Paroisse de Dundas                        | ?                                           | ? |
| Head Bouctouche                        | Paroisse de Sainte-Marie                  | 46° 22′ 17″ N, 64° 52′ 29″ O                | Regroupé à Coates Mills                                                                                              |
| Hébert                                 | Paroisse de Saint-Paul                    | 46° 16′ 37″ N, 65° 04′ 56″ O                | Hameau |
| Hébert                                 | Paroisse de Saint-Paul                    | 46° 18′ 19″ N, 64° 56′ 21″ O                | Regroupé à Village-des-Cormier                                                                                       |
| Huskisson                              | Harcourt                                  | « Près de Bass River »                      | ? |
| Huskisson, paroisse de                 | -                                         | -                                           | Paroisse civile |
| Île-Surette                            | Cocagne                                   | 46° 23′ 19″ N, 64° 36′ 44″ O                | Hameau |
| Indian Island,                         | Elno Minigo                               | 46° 41′ 21″ N, 64° 47′ 33″ O                | Autre nom d'Elno Minigo                                                                                              |
| Indian Island 28                       | -                                         | 46° 41′ 21″ N, 64° 47′ 33″ O                | Réserve indienne |
| Jailletville                           | Paroisse de Weldford                      | 46° 25′ 31″ N, 65° 01′ 36″ O                | Hameau |
| Jardineville                           | Paroisse de Richibouctou                  | 46° 39′ 34″ N, 64° 51′ 13″ O                | Hameau |
| Johnsonville                           | Paroisse d'Acadieville                    | 46° 41′ 02″ N, 65° 18′ 00″ O                | Village fantôme |
| Kent Boom                              | Paroisse de Sainte-Marie                  | 46° 23′ 49″ N, 64° 51′ 49″ O                | Regroupé à Sainte-Marie-de-Kent                                                                                      |
| Kent Junction                          | Paroisse de Weldford                      | 46° 35′ 16″ N, 65° 20′ 16″ O                | Hameau |
| Kent Lake                              | Paroisse de Saint-Charles                 | 46° 37′ 56″ N, 65° 05′ 43″ O                | Hameau |
| Kent Lake Siding                       | Paroisse de Saint-Charles                 | 46° 37′ 56″ N, 65° 05′ 43″ O                | Point ferroviaire |
| Kingston,                              | Rexton                                    | 46° 38′ 52″ N, 64° 52′ 35″ O                | Ancien nom de Rexton                                                                                                 |
| Kouchibouguac,                         | Paroisse de Carleton                      | 46° 47′ 47″ N, 65° 03′ 22″ O                | Hameau |
| Kouchibouguac Beach                    | Paroisse de Carleton                      | 46° 49′ 49″ N, 64° 54′ 50″ O                | Localité expropriée en 1969 pour la création du parc national de Kouchibouguac                                       |
| Kouchibouguacis                        | Saint-Louis-de-Kent                       | 46° 44′ 23″ N, 64° 58′ 30″ O                | Ancien nom de Saint-Louis-de-Kent                                                                                    |
| Lake Settlement                        | Paroisse de Carleton                      | 46° 51′ 41″ N, 65° 07′ 40″ O                | Ancien nom de Laketon                                                                                                |
| Laketon                                | Paroisse de Carleton                      | 46° 51′ 41″ N, 65° 07′ 40″ O                | Hameau |
| Lake Stream                            | Harcourt                                  | 46° 20′ 03″ N, 65° 36′ 00″ O                | Hameau |
| Lakeville,                             | Harcourt                                  | 46° 19′ 54″ N, 65° 13′ 41″ O                | Hameau |
| Lakeville Settlement                   | Harcourt                                  | 46° 19′ 54″ N, 65° 13′ 41″ O                | Ancien nom de Lakeville                                                                                              |
| Léger Settlement                       | Paroisse de Saint-Paul                    | 46° 21′ 36″ N, 65° 05′ 16″ O                | Ancien nom de Village-des-Léger                                                                                      |
| Légerville                             | Paroisse de Saint-Paul                    | 46° 18′ 30″ N, 65° 00′ 05″ O                | Hameau |
| Little Aldouane                        | Aldouane                                  | 46° 42′ 31″ N, 64° 54′ 46″ O                | Ancien nom de Petite-Aldouane                                                                                        |
| Little Buctouche                       | Paroisse de Wellington                    | « À trois kilomètres de Bouctouche »        | ? |
| Little Buctouche River                 | Paroisse de Wellington                    | 46° 27′ 01″ N, 64° 41′ 00″ O                | ? |
| Little Forks,                          | Harcourt                                  | 46° 22′ 02″ N, 65° 31′ 00″ O                | Hameau |
| Little River,                          | Paroisse de Wellington                    | « À 6,5 km de Bouctouche »                  | ? |
| Liverpool                              | Richibouctou                              | 46° 41′ 05″ N, 64° 51′ 55″ O                | Ancien nom de Richibouctou                                                                                           |
| Liverpool, paroisse de                 | -                                         | -                                           | Ancien nom de la Paroisse de Richibouctou                                                                            |
| Loggiecroft                            | Paroisse de Carleton                      | 46° 49′ 59″ N, 64° 56′ 18″ O                | Localité expropriée en 1969 pour la création du parc national de Kouchibouguac                                       |
| Louisbourg                             | Paroisse de Weldford                      | 46° 28′ 06″ N, 64° 58′ 00″ O                | Ancien nom de Saint-Norbert                                                                                          |
| Louisville,                            | Saint-Louis-de-Kent                       | 46° 44′ 23″ N, 64° 58′ 30″ O                | Regroupé à Saint-Louis-de-Kent                                                                                       |
| Lower Cape,                            | Paroisse de Richibouctou                  | « À l'embouchure du havre de Richibouctou » | ? |
| Lower Gueguen                          | Cocagne                                   | 46° 19′ 51″ N, 64° 40′ 01″ O                | Regroupé à Cocagne-Nord                                                                                              |
| Lower Main River                       | Paroisse de Weldford                      | 46° 34′ 00″ N, 64° 59′ 04″ O                | Hameau |
| Lower Saint Louis                      | Paroisse de Saint-Louis                   | « Dans la paroisse de Saint-Louis »         | ? |
| Lower Saint-Charles                    | Paroisse de Saint-Charles                 | 46° 41′ 48″ N, 64° 57′ 43″ O                | Hameau |
| Lower Sapin                            | Pointe-Sapin                              | 46° 56′ 04″ N, 64° 55′ 01″ O                | Regroupé à Rivière-au-Portage                                                                                        |
| Lower Village                          | Paroisse de Weldford                      | 46° 34′ 00″ N, 64° 59′ 04″ O                | Probablement un ancien nom alternatif de Lower Main River                                                            |
| L'sipuktuk                             | Elsipogtog                                | 46° 35′ 12″ N, 64° 59′ 07″ O                | Autre nom d'Elsipogtog                                                                                               |
| Main River                             | Paroisse de Weldford                      | 46° 34′ 00″ N, 64° 59′ 04″ O                | Regroupé à Lower Main River                                                                                          |
| Maria-de-Kent                          | Paroisse de Wellington                    | 46° 26′ 53″ N, 64° 46′ 39″ O                | Hameau |
| Marquant                               | Aldouane                                  | 46° 42′ 03″ N, 64° 55′ 00″ O                | Regroupé à Petite-Aldouane                                                                                           |
| McKees Mills                           | Paroisse de Wellington                    | 46° 25′ 10″ N, 64° 43′ 31″ O                | Hameau |
| McLaughlin Road                        | Paroisse de Sainte-Marie et de Saint-Paul | 46° 18′ 20″ N, 64° 53′ 20″ O                | Ancien nom de Gladeside                                                                                              |
| McLean Settlement,                     | Paroisse de Saint-Paul                    | 46° 22′ 30″ N, 64° 56′ 19″ O                | Hameau |
| McLeod's Mills                         | Saint-Ignace                              | 46° 42′ 59″ N, 65° 02′ 09″ O                | Ancien nom de Bretagneville                                                                                          |
| McNairn                                | Paroisse de Sainte-Marie                  | 46° 27′ 17″ N, 64° 49′ 54″ O                | Hameau |
| Middle Bridge                          | Saint-Ignace                              | 46° 42′ 39″ N, 65° 01′ 39″ O                | Ancien nom de Pont-du-Milieu                                                                                         |
| Middle Kouchibouguac                   | Paroisse de Carleton                      | 46° 48′ 10″ N, 64° 59′ 20″ O                | Localité expropriée en 1969 pour la création du parc national de Kouchibouguac                                       |
| Mill Creek                             | Paroisse de Wellington                    | 46° 26′ 53″ N, 64° 46′ 39″ O                | Ancien nom de Maria-de-Kent                                                                                          |
| Millers Siding                         | Paroisse d'Acadieville                    | 46° 41′ 04″ N, 65° 23′ 13″ O                | Ancien nom d'Acadie Siding                                                                                           |
| Miramichi Road,                        | Paroisse de Carleton                      | « Près de Kouchibouguac »                   | ? |
| Molus River                            | Paroisse de Weldford                      | 46° 34′ 43″ N, 65° 04′ 45″ O                | Hameau |
| Mont-Carmel                            | Paroisse de Sainte-Marie                  | 46° 25′ 10″ N, 64° 49′ 35″ O                | Ancien nom de Sainte-Marie-de-Kent                                                                                   |
| Mortimer                               | Harcourt                                  | 46° 29′ 15″ N, 65° 15′ 35″ O                | Hameau |
| Moulies River                          | Paroisse de Weldford                      | 46° 34′ 43″ N, 65° 04′ 45″ O                | Ancien nom de Molus River                                                                                            |
| Moulies River Station                  | Paroisse de Weldford                      | 46° 34′ 02″ N, 65° 05′ 01″ O                | Ancienne gare |
| Mundleville                            | Paroisse de Weldford                      | 46° 35′ 12″ N, 64° 54′ 59″ O                | Hameau |
| Murphy Settlement                      | Paroisse de Sainte-Marie                  | 46° 28′ 27″ N, 64° 54′ 54″ O                | Hameau |
| Muzerall Point                         | Paroisse de Carleton                      | « Près de Rivière-au-Portage »              | ? |
| New Galloway                           | Paroisse de Richibouctou                  | 46° 36′ 50″ N, 64° 48′ 46″ O                | Autre nom de Galloway                                                                                                |
| New Lorne Settlement                   | Paroisse de Weldford et Harcourt          | 46° 23′ 04″ N, 65° 06′ 03″ O                | Ancien nom de Clairville                                                                                             |
| Newtown,                               | Paroisse de Weldford                      | « À 6,5 km de Coal Branch »                 | Hameau |
| Nicholas River                         | Paroisse de Richibouctou                  | « À 10 km au sud de Richibouctou »          | Autre nom de St. Nicholas River                                                                                      |
| Noinville                              | Paroisse d'Acadieville                    | 46° 38′ 39″ N, 65° 21′ 56″ O                | Hameau |
| Normandie                              | Paroisse de Weldford                      | 46° 28′ 57″ N, 64° 59′ 05″ O                | Hameau |
| North Petite River                     | Paroisse de Wellington                    | « Près de Saint-François-de-Kent »          | ? |
| North Rhomboid Settlement,             | Paroisse de Saint-Paul                    | 46° 21′ 36″ N, 65° 05′ 16″ O                | Ancien nom de Saint-Paul, regroupé en partie à Village-des-Léger                                                     |
| North Side Bouctouche                  | Paroisse de Sainte-Marie                  | « Près de Coates Mills »                    | ? |
| North Side Kouchibouguac               | Paroisse de Carleton                      | « Dans la paroisse de Carleton »            | ? |
| North Side Little Buctouche River      | Paroisse de Wellington                    | « Près de Saint-Grégoire »                  | ? |
| Notre-Dame                             | Paroisse de Dundas                        | 46° 18′ 41″ N, 64° 43′ 47″ O                | Hameau |
| Notre-Dame-de-Kent                     | Paroisse de Dundas                        | 46° 18′ 41″ N, 64° 43′ 47″ O                | Autre nom de Notre-Dame                                                                                              |
| Ohio Settlement                        | Saint-Antoine                             | 46° 21′ 48″ N, 64° 45′ 09″ O                | Ancien nom de Saint-Antoine                                                                                          |
| Palmerston                             | Saint-Louis-de-Kent                       | 46° 44′ 23″ N, 64° 58′ 30″ O                | Ancien nom de Saint-Louis-de-Kent                                                                                    |
| Palmerston, paroisse de                | -                                         | -                                           | Ancien nom de la paroisse de Saint-Louis                                                                             |
| Pelerin                                | Paroisse de Sainte-Marie                  | 46° 22′ 14″ N, 64° 49′ 10″ O                | Hameau |
| Pelerin Settlement                     | Paroisse de Sainte-Marie                  | 46° 22′ 14″ N, 64° 49′ 10″ O                | Ancien nom de Pelerin                                                                                                |
| Peters Mills                           | Cap-de-Richibouctou                       | 46° 39′ 51″ N, 64° 48′ 20″ O                | Hameau |
| Petit-Chockpish                        | Sainte-Anne-de-Kent                       | 46° 35′ 30″ N, 64° 44′ 39″ O                | Autre nom de Petit-Choquepiche                                                                                       |
| Petit-Choquepiche                      | Sainte-Anne-de-Kent                       | 46° 35′ 30″ N, 64° 44′ 39″ O                | Hameau |
| Petit-Kagibougouette                   | Saint-Louis-de-Kent                       | 46° 44′ 23″ N, 64° 58′ 30″ O                | Ancien nom de Saint-Louis-de-Kent                                                                                    |
| Petit-Large                            | Paroisse de Saint-Louis                   | 46° 47′ 20″ N, 64° 58′ 53″ O                | Localité expropriée en 1969 pour la création du parc national de Kouchibouguac                                       |
| Petite-Aldouane                        | Aldouane                                  | 46° 42′ 31″ N, 64° 54′ 46″ O                | Hameau |
| Pine Ridge                             | Paroisse de Weldford                      | 46° 29′ 05″ N, 65° 02′ 28″ O                | Hameau |
| Pineau                                 | Paroisse d'Acadieville                    | 46° 42′ 21″ N, 65° 20′ 07″ O                | Hameau |
| Pinière                                | Pointe-Sapin                              | 47° 00′ 09″ N, 64° 50′ 30″ O                | Regroupé à Saint-Camille                                                                                             |
| Pirogue                                | Cap-de-Richibouctou                       | 46° 40′ 44″ N, 64° 48′ 29″ O                | Hameau |
| Plage Callanders                       | Paroisse de Carleton                      | 46° 48′ 44″ N, 64° 54′ 29″ O                | Lieu-dit |
| Pointe-Dixon                           | Paroisse de Wellington                    | 46° 27′ 40″ N, 64° 40′ 02″ O                | Autre nom de Saint-François-de-Kent                                                                                  |
| Pointe-Escuminac                       | Paroisse de Carleton                      | 47° 04′ 20″ N, 64° 47′ 52″ O                | Hameau |
| Pointe-au-Grand-Sapin                  | Pointe-Sapin                              | 46° 57′ 53″ N, 64° 49′ 48″ O                | Ancien nom de Pointe-Sapin                                                                                           |
| Pointe-Sapin                           | -                                         | 46° 57′ 53″ N, 64° 49′ 48″ O                | District de services locaux                                                                                          |
| Pointe-Sapin-Centre                    | Pointe-Sapin                              | 46° 57′ 01″ N, 64° 51′ 12″ O                | Quartier |
| Poirier,                               | Paroisse de Dundas                        | 46° 16′ 37″ N, 64° 48′ 07″ O                | Hameau |
| Pont-du-Milieu                         | Saint-Ignace                              | 46° 42′ 39″ N, 65° 01′ 39″ O                | Hameau |
| Portage River                          | Pointe-Sapin                              | 46° 56′ 29″ N, 64° 53′ 42″ O                | Ancien nom de Rivière-au-Portage                                                                                     |
| Post Road                              | Pointe-Sapin                              | « Près de West Galloway »                   | ? |
| Potters Mills                          | Paroisse de Carleton                      | 46° 46′ 01″ N, 65° 01′ 00″ O                | Hameau |
| Puellering                             | Paroisse de Sainte-Marie                  | 46° 41′ 31″ N, 65° 23′ 40″ O                | Ancien nom de Pelerin (Nouveau-Brunswick)Pelerin                                                                     |
| Pulrang                                | Paroisse de Sainte-Marie                  | 46° 41′ 31″ N, 65° 23′ 40″ O                | Ancien nom de Pelerin (Nouveau-Brunswick)Pelerin                                                                     |
| Quint Ridge                            | Harcourt                                  | 46° 25′ 18″ N, 65° 12′ 17″ O                | Ancien nom de Grangeville                                                                                            |
| Renauds Mills                          | Grand-Saint-Antoine                       | 46° 22′ 39″ N, 64° 42′ 49″ O                | Hameau |
| Rexton                                 | -                                         | 46° 38′ 52″ N, 64° 52′ 35″ O                | Village |
| Rexton Station                         | Rexton                                    | 46° 40′ 02″ N, 64° 52′ 00″ O                | Regroupé à Rexton |
| Rhomboid                               | Paroisse de Saint-Paul                    | 46° 16′ 04″ N, 65° 02′ 46″ O                | Ancien nom de Terrains-de-l'Évêque                                                                                   |
| Richard                                | Paroisse d'Acadieville                    | 46° 47′ 50″ N, 65° 16′ 24″ O                | Ancien nom de Richard-Village                                                                                        |
| Richard Settlement                     | Paroisse d'Acadieville                    | 46° 47′ 50″ N, 65° 16′ 24″ O                | Ancien nom de Richard-Village                                                                                        |
| Richard-Village                        | Paroisse d'Acadieville                    | 46° 47′ 50″ N, 65° 16′ 24″ O                | Hameau |
| Richardville,                          | Paroisse de Saint-Paul                    | 46° 20′ 38″ N, 65° 00′ 00″ O                | Regroupé à Saint-Paul                                                                                                |
| Richibouctou                           | -                                         | 46° 41′ 05″ N, 64° 51′ 55″ O                | Ville |
| Richibouctou, paroisse de              | -                                         | -                                           | Paroisse civile, district de services locaux                                                                         |
| Richibouctou-Village                   | Cap-de-Richibouctou                       | 46° 39′ 19″ N, 64° 45′ 17″ O                | Hameau |
| Richibouctou 15                        | -                                         | 46° 35′ 12″ N, 64° 59′ 07″ O                | Réserve indienne |
| Richibucto,                            | -                                         | 46° 41′ 05″ N, 64° 51′ 55″ O                | Autre nom de Richibouctou                                                                                            |
| Richibucto, paroisse de,               | -                                         | -                                           | Autre nom de la paroisse de Richibouctou                                                                             |
| Richibucto Cape,                       | Cap-de-Richibouctou                       | 46° 39′ 19″ N, 64° 45′ 17″ O                | Autre nom de Cap-de-Richibouctou                                                                                     |
| Richibucto-Village,                    | Cap-de-Richibouctou                       | 46° 39′ 19″ N, 64° 45′ 17″ O                | Autre nom de la Richibouctou-Village                                                                                 |
| Richibucto 15                          | -                                         | 46° 35′ 12″ N, 64° 59′ 07″ O                | Autre orthographe de Richibouctou 15                                                                                 |
| River Road                             | Paroisse de Richibouctou                  | « Dans la paroisse de Richibouctou »        | ? |
| Rivière-au-Portage,                    | Pointe-Sapin                              | 46° 56′ 29″ N, 64° 53′ 42″ O                | Quartier |
| Rivière-Fontaine                       | Paroisse de Carleton                      | 46° 50′ 19″ N, 64° 59′ 32″ O                | Autre nom de Claire-Fontaine                                                                                         |
| Round Lake,                            | Paroisse de Carleton                      | 46° 51′ 41″ N, 65° 07′ 40″ O                | Ancien nom alternatif de Laketon                                                                                     |
| Roy                                    | Paroisse de Sainte-Marie                  | 46° 25′ 06″ N, 64° 47′ 47″ O                | Hameau |
| Ruisseau-des-Malcontents               | Cocagne                                   | 46° 24′ 40″ N, 64° 37′ 16″ O                | Ancien camp de réfugiés acadiens                                                                                     |
| Sainte-Angèle-de-Kent                  | ?                                         | « Dans le comté de Kent »                   | ? |
| Ste. Anne                              | Sainte-Anne-de-Kent                       | 46° 33′ 08″ N, 64° 46′ 27″ O                | Ancien nom de Sainte-Anne-de-Kent                                                                                    |
| Sainte-Anne-de-Kent                    | -                                         | 46° 33′ 08″ N, 64° 46′ 27″ O                | District de services locaux                                                                                          |
| St. Anthony                            | Saint-Antoine                             | 46° 21′ 48″ N, 64° 45′ 09″ O                | Ancien nom de Saint-Antoine                                                                                          |
| Saint-Antoine                          | -                                         | 46° 21′ 48″ N, 64° 45′ 09″ O                | Village |
| St-Antoine-de-Kent                     | Saint-Antoine                             | 46° 21′ 48″ N, 64° 45′ 09″ O                | Bureau de poste de Saint-Antoine                                                                                     |
| Saint-Athanase                         | Paroisse d'Acadieville                    | 46° 43′ 46″ N, 65° 24′ 00″ O                | Hameau |
| Saint-Camille                          | Pointe-Sapin                              | 47° 00′ 09″ N, 64° 50′ 30″ O                | Quartier |
| Saint-Castin                           | Sainte-Anne-de-Kent                       | 46° 32′ 59″ N, 64° 42′ 47″ O                | Ancien nom de Saint-Édouard-de-Kent                                                                                  |
| Saint-Castin                           | Paroisse de Sainte-Marie                  | 46° 25′ 57″ N, 64° 52′ 37″ O                | Ancien nom de Saint-Fabien                                                                                           |
| Saint-Charles,                         | Paroisse de Saint-Charles                 | 46° 39′ 46″ N, 64° 58′ 59″ O                | Hameau |
| Saint-Charles,                         | Paroisse de Saint-Charles                 | 46° 37′ 29″ N, 65° 03′ 23″ O                | Ancien nom d'Aldouane                                                                                                |
| Saint-Charles, paroisse de             | -                                         | -                                           | Paroisse civile, district de services locaux                                                                         |
| Saint-Charles-Nord                     | Paroisse de Saint-Charles                 | 46° 39′ 29″ N, 65° 01′ 56″ O                | Hameau |
| Saint-Charles-Station                  | Paroisse de Richibouctou                  | 46° 38′ 53″ N, 64° 58′ 00″ O                | Ancienne gare |
| Saint-Cyrille                          | Paroisse de Sainte-Marie                  | 46° 22′ 48″ N, 64° 54′ 56″ O                | Hameau |
| Saint-Damien                           | Paroisse de Sainte-Marie                  | 46° 20′ 37″ N, 64° 49′ 30″ O                | Hameau |
| Saint-David,                           | Paroisse de Wellington et de Sainte-Marie | 46° 25′ 21″ N, 64° 45′ 45″ O                | Hameau |
| Saint-Édouard-de-Kent                  | Sainte-Anne-de-Kent                       | 46° 32′ 59″ N, 64° 42′ 47″ O                | Hameau |
| St-Edward-de-Kent                      | Sainte-Anne-de-Kent                       | 46° 32′ 59″ N, 64° 42′ 47″ O                | Ancien nom de Saint-Édouard-de-Kent                                                                                  |
| Saint-Fabien                           | Paroisse de Sainte-Marie                  | 46° 25′ 57″ N, 64° 52′ 37″ O                | Hameau |
| Saint-François-de-Kent                 | Paroisse de Wellington                    | 46° 27′ 40″ N, 64° 40′ 02″ O                | Autorité taxatrice, hameau                                                                                           |
| Saint-Gabriel-de-Kent                  | Paroisse de Wellington                    | 46° 31′ 26″ N, 64° 49′ 05″ O                | Hameau |
| Saint-Grégoire                         | Paroisse de Wellington                    | 46° 25′ 22″ N, 64° 42′ 07″ O                | Autorité taxatrice, hameau                                                                                           |
| Saint-Ignace                           | -                                         | 46° 42′ 13″ N, 65° 05′ 01″ O                | District de services locaux                                                                                          |
| Saint-Ignace Siding                    | Saint-Ignace                              | 46° 37′ 55″ N, 65° 09′ 00″ O                | Ancien point ferroviaire                                                                                             |
| Saint-Irénée,                          | Paroisse de Wellington                    | 46° 28′ 03″ N, 64° 47′ 59″ O                | Autre nom de Village-Saint-Irénée                                                                                    |
| Saint-Jean-Baptiste                    | Bouctouche                                | 46° 28′ 47″ N, 64° 42′ 25″ O                | Quartier |
| Saint-Joseph,                          | Paroisse de Weldford                      | 46° 28′ 47″ N, 64° 42′ 25″ O                | Village fantôme |
| Saint-Joseph-de-Kent                   | Paroisse de Wellington                    | 46° 26′ 36″ N, 64° 45′ 19″ O                | Hameau |
| Saint-Lazare                           | Paroisse de Sainte-Marie                  | 46° 24′ 52″ N, 64° 54′ 39″ O                | Hameau |
| Saint-Louis, paroisse de               | -                                         | -                                           | Paroisse civile, district de services locaux                                                                         |
| St-Louis Cape                          | Paroisse de Saint-Louis                   | 46° 45′ 16″ N, 64° 55′ 07″ O                | Ancien nom de Cap-de-Saint-Louis, une localité expropriée en 1969 pour la création du parc national de Kouchibouguac |
| Saint-Louis-de-Kent                    | -                                         | 46° 44′ 23″ N, 64° 58′ 30″ O                | Village |
| Saint-Luc                              | Paroisse d'Acadieville                    | 46° 44′ 09″ N, 65° 10′ 34″ O                | Hameau |
| Saint-Marcel                           | Grande-Digue                              | 46° 19′ 11″ N, 64° 34′ 45″ O                | Hameau |
| Saint-Marcel                           | Paroisse d'Acadieville                    | 46° 43′ 02″ N, 65° 18′ 00″ O                | Regroupé à Centre-Acadie                                                                                             |
| Sainte-Marie, paroisse de              | -                                         | -                                           | Paroisse civile, district de services locaux                                                                         |
| Sainte-Marie-de-Kent                   | Paroisse de Sainte-Marie                  | 46° 25′ 10″ N, 64° 49′ 35″ O                | Hameau |
| St. Mary, paroisse de,                 | -                                         | -                                           | Autre nom de la paroisse de Sainte-Marie                                                                             |
| St. Mary's                             | Paroisse de Sainte-Marie                  | 46° 25′ 10″ N, 64° 49′ 35″ O                | Ancien nom de Sainte-Marie-de-Kent                                                                                   |
| Saint-Martin-de-Kent                   | Paroisse de Dundas                        | 46° 20′ 51″ N, 64° 39′ 49″ O                | Hameau |
| Saint-Maurice                          | Paroisse de Wellington                    | 46° 29′ 37″ N, 64° 48′ 11″ O                | Hameau |
| St. Nicholas River                     | Paroisse de Richibouctou                  | « À 10 km au sud de Richibouctou »          | ? |
| St. Nicholas River                     | Paroisse de Weldford                      | 46° 32′ 42″ N, 64° 57′ 01″ O                | Ancien nom de West Branch                                                                                            |
| Saint-Norbert                          | Paroisse de Weldford                      | 46° 28′ 06″ N, 64° 58′ 00″ O                | Hameau |
| Saint-Olivier                          | Paroisse de Saint-Louis                   | 46° 45′ 46″ N, 64° 56′ 39″ O                | Localité expropriée en 1969                                                                                          |
| Saint-Paul,                            | Paroisse de Saint-Paul                    | 46° 20′ 38″ N, 65° 00′ 00″ O                | Hameau |
| Saint-Paul, paroisse de                | -                                         | -                                           | Paroisse civile, district de services locaux                                                                         |
| Saint-Paul's                           | Paroisse de Saint-Paul                    | 46° 20′ 38″ N, 65° 00′ 00″ O                | Ancien nom de Saint-Paul                                                                                             |
| Saint-Pierre-de-Kent                   | Sainte-Anne-de-Kent                       | 46° 30′ 59″ N, 64° 45′ 31″ O                | Hameau |
| Saint-Sosime                           | Harcourt                                  | 46° 22′ 55″ N, 65° 15′ 04″ O                | Hameau |
| Saint-Théodule                         | Paroisse de Saint-Louis                   | 46° 20′ 38″ N, 65° 00′ 00″ O                | Hameau |
| Saint-Thomas-de-Kent                   | Paroisse de Wellington                    | 46° 26′ 57″ N, 64° 38′ 32″ O                | Hameau |
| Salmon River,                          | Harcourt                                  | « À l'est de Harcourt »                     | ? |
| Sapin Cape                             | Pointe-Sapin                              | 46° 57′ 53″ N, 64° 49′ 48″ O                | Ancien nom de Pointe-Sapin                                                                                           |
| Sapinière                              | Pointe-Sapin                              | 47° 00′ 09″ N, 64° 50′ 30″ O                | Regroupé à Saint-Camille                                                                                             |
| Scovil's Mills                         | Paroisse de Dundas                        | 46° 18′ 41″ N, 64° 43′ 47″ O                | Ancien nom de Notre-Dame                                                                                             |
| Smiths Corner,                         | Paroisse de Weldford                      | 46° 30′ 23″ N, 65° 09′ 57″ O                | Hameau |
| South Beach                            | Cap-de-Richibouctou                       | 46° 42′ 25″ N, 64° 46′ 26″ O                | Domaine |
| South Branch,                          | Paroisse de Weldford                      | 46° 32′ 16″ N, 64° 54′ 18″ O                | Hameau |
| South Branch of the St. Nicholas River | Paroisse de Weldford                      | 46° 32′ 16″ N, 64° 54′ 18″ O                | Ancien nom de South Branch                                                                                           |
| South Kouchibouguac                    | Paroisse de Carleton                      | 46° 49′ 47″ N, 64° 55′ 56″ O                | Localité expropriée en 1969 pour la création du parc national de Kouchibouguac                                       |
| South Rhomboid Settlement              | Paroisse de Saint-Paul                    | 46° 16′ 08″ N, 65° 02′ 45″ O                | Ancien nom de Terrains-de-l'Évêque                                                                                   |
| South Richibucto Village               | Paroisse de Richibouctou                  | « Dans la paroisse de Richibouctou »        | ? |
| South Saint-Norbert                    | Paroisse de Sainte-Marie                  | 46° 27′ 05″ N, 64° 57′ 01″ O                | Hameau |
| South Side Buctouche                   | Paroisse de Sainte-Marie                  | « Près de Coates Mills »                    | ? |
| South Side of Cocagne River            | Cocagne                                   | 46° 19′ 20″ N, 64° 37′ 46″ O                | Ancien nom de Cocagne-Sud                                                                                            |
| Spring Brook                           | Paroisse de Weldford                      | 46° 31′ 03″ N, 64° 53′ 00″ O                | Hameau |
| Stanley Settlement                     | Paroisse de Sainte-Marie                  | 46° 24′ 08″ N, 64° 49′ 28″ O                | Ancien nom de Haut-Bouctouche                                                                                        |
| Sullivan Road                          | Paroisse de Carleton                      | 46° 47′ 18″ N, 65° 03′ 38″ O                | Hameau |
| Surretteville                          | Paroisse de Dundas                        | « Probablement près de Breau-Village »      | Hameau |
| Sweeneyville                           | Paroisse de Saint-Paul                    | 46° 20′ 19″ N, 64° 58′ 03″ O                | Hameau |
| Sweenyville                            | Paroisse de Saint-Paul                    | 46° 20′ 19″ N, 64° 58′ 03″ O                | Ancien nom de Sweeneyville                                                                                           |
| Targettville                           | Paroisse de Weldford                      | 46° 32′ 35″ N, 65° 01′ 53″ O                | Hameau |
| Terrains-de-l'Évêque                   | Paroisse de Saint-Paul                    | 46° 16′ 04″ N, 65° 02′ 46″ O                | Hameau |
| The Grade                              | Harcourt                                  | « Près de Mortimer »                        | ? |
| The Lake                               | Paroisse de Carleton                      | 46° 51′ 41″ N, 65° 07′ 40″ O                | Ancien nom alternatif de Laketon                                                                                     |
| The Yard                               | Rexton                                    | 46° 38′ 52″ N, 64° 52′ 35″ O                | Ancien nom de Rexton                                                                                                 |
| Trafalgar                              | Paroisse de Dundas                        | 46° 17′ 17″ N, 64° 51′ 46″ O                | Ancien nom de Dundas                                                                                                 |
| Tweedie Brook                          | Paroisse de Carleton                      | 46° 47′ 22″ N, 65° 07′ 39″ O                | Hameau |
| Upper Buctouche                        | Paroisse de Sainte-Marie                  | 46° 24′ 08″ N, 64° 49′ 28″ O                | Nom alternatif de Haut-Bouctouche                                                                                    |
| Upper Main River                       | Paroisse de Weldford                      | 46° 31′ 17″ N, 65° 04′ 24″ O                | Autre nom de Browns Yard                                                                                             |
| Upper St. Paul                         | Paroisse de Saint-Paul                    | 46° 19′ 36″ N, 65° 01′ 05″ O                | Autre nom de Haut-Saint-Paul                                                                                         |
| Upper Rexton                           | Paroisse de Richibouctou                  | 46° 37′ 44″ N, 64° 56′ 23″ O                | Hameau |
| Val-Richard                            | Paroisse de Saint-Paul                    | 46° 20′ 38″ N, 65° 00′ 00″ O                | Regroupé à Saint-Paul                                                                                                |
| Vautour                                | Paroisse d'Acadieville                    | 46° 45′ 10″ N, 65° 13′ 01″ O                | Hameau |
| Village-de-Saint-Thadée                | Paroisse de Saint-Paul                    | 46° 20′ 03″ N, 65° 03′ 05″ O                | Ancien nom de Village-des-Belliveau                                                                                  |
| Village-des-Arsenault                  | Paroisse de Wellington                    | 46° 30′ 35″ N, 64° 50′ 04″ O                | Village fantôme |
| Village-des-Belliveau,                 | Paroisse de Saint-Paul                    | 46° 20′ 03″ N, 65° 03′ 05″ O                | Hameau |
| Village-des-Cormier                    | Paroisse de Saint-Paul                    | 46° 18′ 27″ N, 64° 56′ 19″ O                | Hameau |
| Village-des-Léger                      | Paroisse de Saint-Paul                    | 46° 21′ 36″ N, 65° 05′ 16″ O                | Hameau |
| Village-des-Martin                     | Paroisse d'Acadieville                    | 46° 46′ 01″ N, 65° 19′ 00″ O                | Village fantôme |
| Village-Gosselin                       | Paroisse de Wellington                    | « Près de Little River »                    | ? |
| Village-La-Prairie                     | Paroisse de Richibouctou                  | 46° 36′ 19″ N, 64° 47′ 01″ O                | Hameau |
| Village-Leblanc                        | Paroisse de Saint-Louis                   | 46° 20′ 38″ N, 65° 00′ 00″ O                | Regroupé à Saint-Théodule                                                                                            |
| Village-Saint-Augustin                 | Harcourt et paroisse de Weldford          | 46° 24′ 56″ N, 65° 08′ 38″ O                | Hameau |
| Village-Sainte-Croix                   | Sainte-Anne-de-Kent                       | 46° 31′ 25″ N, 64° 42′ 09″ O                | Hameau |
| Village-Saint-Irénée                   | Paroisse de Wellington                    | 46° 28′ 03″ N, 64° 47′ 59″ O                | Hameau |
| Village-Saint-Jean                     | Paroisse d'Acadieville                    | 46° 46′ 23″ N, 65° 13′ 54″ O                | Hameau |
| Village-Saint-Joseph                   | Paroisse de Weldford                      | 46° 28′ 47″ N, 64° 42′ 25″ O                | Ancien nom de Saint-Joseph                                                                                           |
| Ward Corner                            | Paroisse de Wellington                    | 46° 25′ 20″ N, 64° 40′ 42″ O                | Hameau |
| Warrens Mills                          | Paroisse de Weldford                      | 46° 32′ 16″ N, 64° 54′ 18″ O                | Autre nom de South Branch                                                                                            |
| Weldford                               | Harcourt                                  | 46° 28′ 14″ N, 65° 14′ 44″ O                | Ancien nom de Harcourt                                                                                               |
| Weldford, paroisse de                  | -                                         | -                                           | Paroisse civile, district de services locaux                                                                         |
| Wellington,                            | Paroisse de Wellington                    | 46° 29′ 37″ N, 64° 48′ 11″ O                | Autorité taxatrice                                                                                                   |
| Wellington, paroisse de                | -                                         | -                                           | Paroisse civile, district de services locaux                                                                         |
| West Branch                            | Paroisse de Weldford                      | 46° 32′ 42″ N, 64° 57′ 01″ O                | Hameau |
| West Branch of St. Nicholas River      | Paroisse de Weldford                      | 46° 32′ 42″ N, 64° 57′ 01″ O                | Ancien nom de West Branch                                                                                            |
| West Galloway                          | Paroisse de Richibouctou                  | 46° 36′ 41″ N, 64° 51′ 11″ O                | Hameau |
| Whites Settlement                      | Paroisse de Dundas                        | 46° 18′ 29″ N, 64° 39′ 03″ O                | Hameau |